# Bór Zajaciński
Bór Zajaciński – wieś w Polsce, położona w województwie śląskim, w powiecie kłobuckim, w gminie Przystajń.
| SIMC    | Nazwa  | Rodzaj     |
| ------- | ------ | ---------- |
| 0143745 | Węzina | przysiółek |
| 0143739 | Zagony | część wsi  |

W latach 1975–1998 wieś administracyjnie należała do województwa częstochowskiego.